# Brighton and Rottingdean Seashore Electric Railway

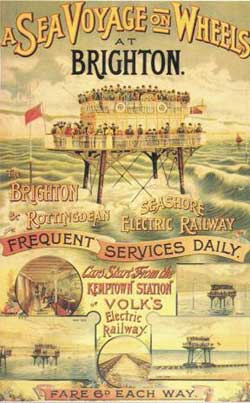
Manifesto pubblicitario della ferrovia, promette "un viaggio in mare su ruote"

La Brighton and Rottingdean Seashore Electric Railway, nota anche come Electric Sea Railway o Daddy Long Leg, è stata una ferrovia unica nel suo genere, che tra il 1896 ed il 1901 collegava via mare Brighton con Rottingdean, nella contea dell'East Sussex, sulla costa meridionale dell'Inghilterra. La ferrovia, posata sul fondale marino, aveva uno scartamento di 18 piedi ovvero 5486 millimetri.